# Campionato Sammarinese 2019-2020
Il campionato Sammarinese 2019-2020 è stata la 35ª edizione del campionato di calcio di San Marino, iniziata il 20 settembre 2019 e conclusa, anticipatamente, il 16 giugno 2020, a causa della pandemia di COVID-19. Lo scudetto è stato assegnato dal Consiglio Federale della Federazione Sammarinese Giuoco Calcio al Tre Fiori.

## Formula
Si divide in tre fasi: nella prima le quindici squadre vengono divise in due gironi (uno da otto squadre e uno da sette). In questa fase le squadre giocheranno in partite di sola andata contro le altre del proprio girone.
Al termine delle partite di sola andata, in base ai risultati ottenuti, le formazioni andranno a formare due gironi definiti Q1 e Q2: nel Q1 parteciperanno le squadre classificatesi tra le prime quattro della prima fase, nel Q2 le restanti. In questa seconda fase le squadre di ogni girone si sfideranno tra loro con il classico sistema di andata e ritorno.

Al termine di questa seconda fase accederanno ai play-off le prime sei classificate del Q1, la prima classificata del Q2 e la vincente dello spareggio tra la seconda e la terza classificata del Q2, a condizione che la terza non abbia un distacco superiore ai cinque punti. In caso contrario accederà ai play-off direttamente la seconda classificata del Q2.

Con i play-off inizia la fase a eliminazione diretta. I quarti di finale e le semifinali si svolgeranno in gare di andata e ritorno. Non vi saranno tempi supplementari o la sfida dei rigori: nel caso in cui la somma delle reti delle due squadre risulti identico, sarà la squadra meglio classificata durante le fasi precedenti ad accedere al turno successivo. La finale che decreterà il campione di San Marino si giocherà in gara unica con la possibilità di supplementari e calci di rigore. È infine prevista una finale 3º-4º posto, utile per l'eventuale assegnazione di un posto nelle coppe europee.

## Eventi
In seguito alla pandemia di Coronavirus la decima giornata di ritorno del 6-7 marzo 2020, che doveva essere giocata a porte chiuse, non è stata disputata e il 9 marzo è stato sospeso lo sport a San Marino, compreso anche il campionato. Il 16 giugno 2020 la FSGC ha decretato lo stop definitivo alle competizioni per la stagione 2019-2020: il titolo di Campione di San Marino è stato assegnato al Tre Fiori FC (la squadra prima in classifica del Q1 al momento dell'interruzione del campionato), la quale disputerà il Turno Preliminare della Champions League 2020-2021. SSC Folgore e SP Tre Penne ammesse al Primo Turno di Qualificazione della Europa League 2020-2021.

## Le squadre
Le squadre presenti in campionato sono:
| Squadra        | Castello            | Girone |
| -------------- | ------------------- | ------ |
| Cailungo       | Borgo Maggiore      | B      |
| Cosmos         | Serravalle          | B      |
| Domagnano      | Domagnano           | A      |
| Faetano        | Faetano             | A      |
| Fiorentino     | Fiorentino          | B      |
| Folgore        | Serravalle          | A      |
| Juvenes/Dogana | Serravalle          | A      |
| La Fiorita     | Montegiardino       | A      |
| Libertas       | Borgo Maggiore      | B      |
| Murata         | Città di San Marino | A      |
| Pennarossa     | Chiesanuova         | A      |
| San Giovanni   | Borgo Maggiore      | B      |
| Tre Fiori      | Fiorentino          | A      |
| Tre Penne      | Città di San Marino | B      |
| Virtus         | Acquaviva           | B      |

## Stagione regolare

### Prima fase

#### Gruppo A
|  | Pos. | Squadra        | Pt | G | V | N | P | GF | GS | DR  |
|  | ---- | -------------- | -- | - | - | - | - | -- | -- | --- |
|  | 1    | La Fiorita     | 17 | 7 | 5 | 2 | 0 | 10 | 3  | +7  |
|  | 2    | Tre Fiori      | 14 | 7 | 4 | 2 | 1 | 15 | 7  | +8  |
|  | 3    | Murata         | 13 | 7 | 4 | 1 | 2 | 11 | 8  | +3  |
|  | 4    | Folgore        | 12 | 7 | 4 | 3 | 1 | 15 | 6  | +9  |
|  | 5    | Pennarossa     | 12 | 7 | 4 | 0 | 3 | 11 | 11 | 0   |
|  | 6    | Domagnano      | 7  | 7 | 2 | 1 | 4 | 8  | 13 | -5  |
|  | 7    | Faetano        | 4  | 7 | 1 | 1 | 5 | 6  | 11 | -5  |
|  | 8    | Juvenes/Dogana | 0  | 7 | 0 | 0 | 7 | 5  | 22 | -17 |

Legenda:
      Ammesse al Q1
      Ammesse al Q2

##### Risultati
|                  | Dom | Fae | Fol | Juv | LFi | Mur | Pen | TFi |
| ---------------- | --- | --- | --- | --- | --- | --- | --- | --- |
| Domagnano        |     | 2-0 |     | 2-1 |     | 1-2 |     | 0-4 |
| Faetano          |     |     | 1-1 |     |     | 0-2 | 0-1 |     |
| Folgore/Falciano | 2-2 |     |     |     | 0-0 |     | 4-1 |     |
| Juvenes/Dogana   |     | 0-2 | 1-5 |     | 1-3 | 0-3 |     |     |
| La Fiorita       | 1-0 | 2-1 |     |     |     |     | 2-0 |     |
| Murata           |     |     | 0-3 |     | 0-1 |     | 2-1 | 2-2 |
| Pennarossa       | 3-1 |     |     | 3-2 |     |     |     | 2-0 |
| Tre Fiori        |     | 3-2 | 1-0 | 4-0 | 1-1 |     |     |     |

#### Gruppo B
|  | Pos. | Squadra      | Pt | G | V | N | P | GF | GS | DR  |
|  | ---- | ------------ | -- | - | - | - | - | -- | -- | --- |
|  | 1    | Tre Penne    | 18 | 6 | 6 | 0 | 0 | 20 | 5  | +15 |
|  | 2    | Libertas     | 15 | 6 | 5 | 0 | 1 | 16 | 6  | +10 |
|  | 3    | Cailungo     | 12 | 6 | 4 | 0 | 2 | 7  | 7  | 0   |
|  | 4    | Virtus       | 7  | 6 | 2 | 1 | 3 | 10 | 11 | -1  |
|  | 5    | San Giovanni | 6  | 6 | 2 | 0 | 4 | 6  | 13 | -7  |
|  | 6    | Fiorentino   | 4  | 6 | 1 | 1 | 4 | 8  | 13 | -5  |
|  | 7    | Cosmos       | 0  | 6 | 0 | 0 | 6 | 4  | 16 | -12 |

Legenda:
      Ammesse al Q1
      Ammesse al Q2

##### Risultati
|              | Cai | Cos | Fio | Lib | SGi | TPe | Vir |
| ------------ | --- | --- | --- | --- | --- | --- | --- |
| Cailungo     |     | 2-1 | 1-0 |     |     |     |     |
| Cosmos       |     |     |     |     |     | 0-4 | 1-2 |
| Fiorentino   |     | 3-0 |     | 0-4 | 0-1 |     |     |
| Libertas     | 3-1 | 3-2 |     |     | 2-0 |     |     |
| San Giovanni | 0-1 |     |     |     |     | 2-7 | 1-3 |
| Tre Penne    |     |     | 4-2 | 1-0 |     |     | 1-0 |
| Virtus       | 0-1 |     |     | 2-4 |     |     |     |

### Seconda fase

#### Gruppo Q1
|       | Pos. | Squadra    | Pt | G | V | N | P | GF | GS | DR  |
| ----- | ---- | ---------- | -- | - | - | - | - | -- | -- | --- |
|       | 1.   | Tre Fiori  | 20 | 8 | 6 | 2 | 0 | 23 | 11 | +12 |
| [ 5 ] | 2.   | Folgore    | 16 | 8 | 4 | 4 | 0 | 14 | 3  | +11 |
|       | 3.   | Tre Penne  | 15 | 8 | 4 | 3 | 1 | 13 | 8  | +5  |
|       | 4.   | La Fiorita | 14 | 8 | 4 | 2 | 2 | 13 | 8  | +5  |
|       | 5.   | Virtus     | 7  | 8 | 2 | 1 | 5 | 14 | 18 | -4  |
|       | 6.   | Murata     | 7  | 8 | 2 | 1 | 5 | 10 | 17 | -7  |
|       | 7.   | Libertas   | 5  | 8 | 1 | 2 | 5 | 5  | 17 | -12 |
|       | 8.   | Cailungo   | 4  | 8 | 1 | 1 | 6 | 9  | 19 | -10 |

      Campione di San Marino e ammessa alla UEFA Champions League 2020-2021
      Ammesse alla UEFA Europa League 2020-2021

##### Risultati
|                  | Cai | Fol | LFi | Lib | Mur | TFi | TPe | Vir |
| ---------------- | --- | --- | --- | --- | --- | --- | --- | --- |
| Cailungo         |     |     |     | 0-1 | 1-1 |     | 0-1 | 1-4 |
| Folgore/Falciano | 3-0 |     | 2-0 | 0-0 | 5-0 |     | 0-0 |     |
| La Fiorita       | 2-1 |     |     | 5-0 | 2-1 |     | 1-2 |     |
| Libertas         |     | 1-1 |     |     |     | 1-4 |     | 2-3 |
| Murata           |     |     | 1-2 | 1-0 |     | 1-2 |     |     |
| Tre Fiori        | 6-3 |     |     |     |     |     | 3-3 | 3-1 |
| Tre Penne        |     | 1-1 | 1-1 | 3-0 | 2-1 | 0-2 |     | 3-1 |
| Virtus           | 1-3 | 1-2 | 0-0 |     | 3-4 |     |     |     |

#### Gruppo Q2
|  | Pos. | Squadra        | Pt | G | V | N | P | GF | GS | DR  |
|  | ---- | -------------- | -- | - | - | - | - | -- | -- | --- |
|  | 1.   | Faetano        | 19 | 7 | 6 | 1 | 0 | 17 | 6  | +11 |
|  | 2.   | Pennarossa     | 14 | 7 | 4 | 2 | 1 | 22 | 12 | +10 |
|  | 3.   | Domagnano      | 13 | 7 | 4 | 1 | 2 | 12 | 6  | +6  |
|  | 4.   | Cosmos         | 8  | 6 | 2 | 2 | 2 | 10 | 12 | -2  |
|  | 5.   | Fiorentino     | 5  | 7 | 1 | 2 | 4 | 9  | 21 | -12 |
|  | 6.   | San Giovanni   | 3  | 7 | 0 | 3 | 4 | 6  | 12 | -6  |
|  | 7.   | Juvenes/Dogana | 3  | 7 | 0 | 3 | 4 | 4  | 11 | -7  |

##### Risultati
|                | Cos | Dom | Fae | Fio | Juv | Pen | SGi |
| -------------- | --- | --- | --- | --- | --- | --- | --- |
| Cosmos         |     | 1-0 | 1-3 |     |     |     | 3-3 |
| Domagnano      |     |     |     |     | 2-1 | 4-0 | 2-1 |
| Faetano        |     | 1-0 |     | 4-0 | 3-1 |     | 1-0 |
| Fiorentino     | 1-1 | 1-3 |     |     |     | 1-4 |     |
| Juvenes/Dogana | 0-3 |     | 1-2 | 1-1 |     | 0-0 |     |
| Pennarossa     | 5-1 |     | 3-3 | 7-3 |     |     |     |
| San Giovanni   |     | 1-1 |     | 1-2 | 0-0 | 0-3 |     |

### Play-off
Annullati in seguito alla disposizione di sospensione definitiva, emanata dalla FSGC, in seguito al protrarsi dell'emergenza sanitaria causata dalla pandemia di COVID-19.

## Verdetti
Tre Fiori campione di San Marino 2019-2020 e qualificata al turno preliminare di UEFA Champions League 2020-2021.
 La Fiorita e Tre Penne qualificate al turno preliminare di UEFA Europa League 2020-2021.